# Maria-Magdalena-Kirche (Fulkum)

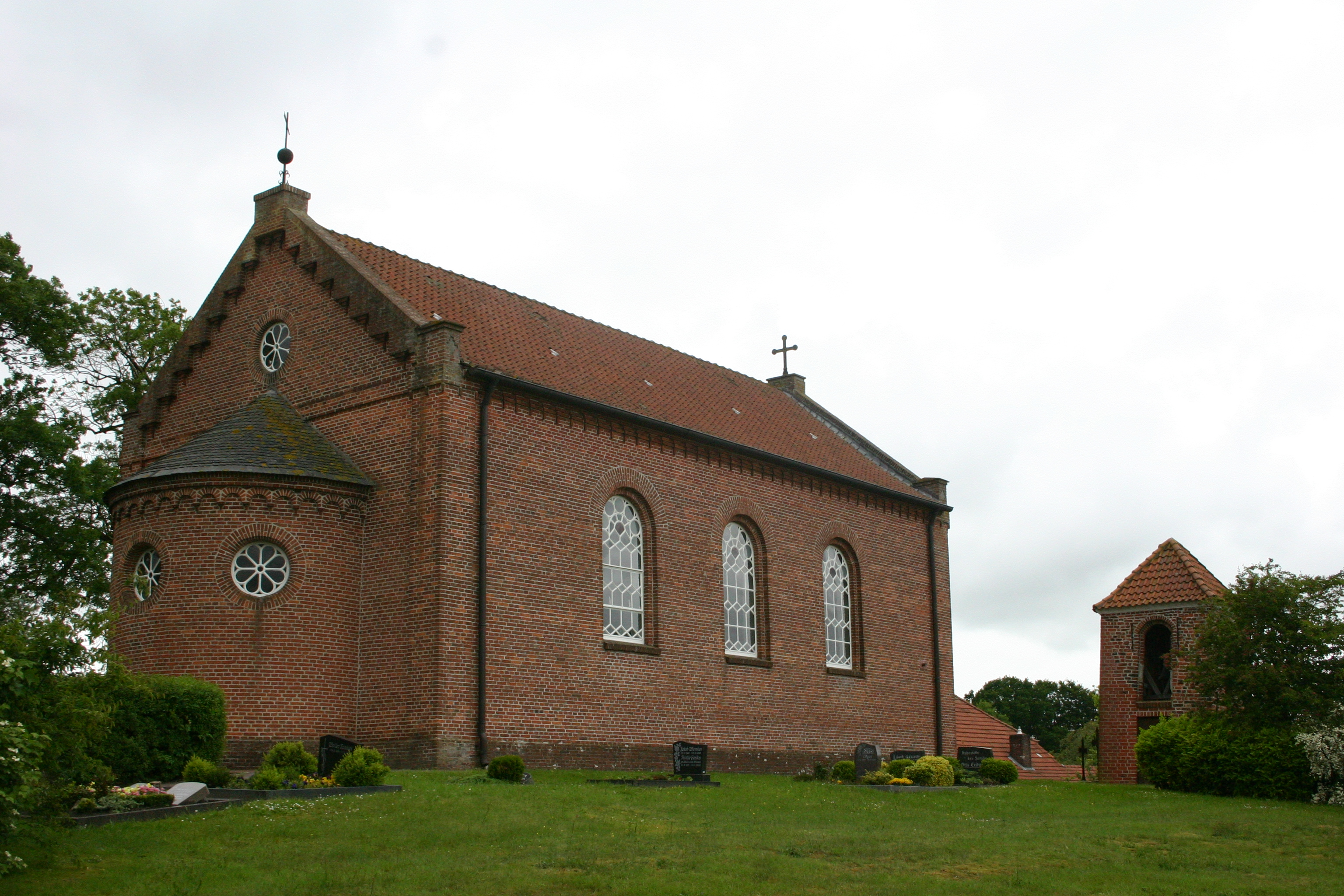
Die Maria-Magdalena-Kirche.

Die evangelisch-lutherische Maria-Magdalena-Kirche steht in Fulkum, einem Ort in der Gemeinde Holtgast, die Teil der ostfriesischen Samtgemeinde Esens ist. Das Gotteshaus wurde 1862 eingeweiht.

## Geschichte
Auf der künstlich angelegten Kirchwarft standen nachweislich drei Vorgängerbauten aus Holz. Diese gehen bis auf das 12. Jahrhundert zurück. In dieser Zeit wurde die östliche Hälfte der heutigen Kirchwarft als etwa 2,5 Meter hoher Hügel aus Sand aufgeschüttet. Dieser bildete die Bauplattform für die erste Kirche, die später durch ein Feuer zerstört wurde. Der Nachfolgebau wurde ebenfalls aus Holz errichtet. Er besaß eine Breite von etwa 4 Metern und wurde ebenfalls ein Raub der Flammen. Im späteren 12. Jahrhundert wurde die Kirchwarft erhöht und mit einer neuen Holzkirche bebaut.
In der zweiten Hälfte des 13. Jahrhunderts wurde die Kirchwarft vor allem in westliche Richtung erheblich vergrößert. Nachdem diese Arbeiten abgeschlossen waren, wurde auf dem Hügel ein Fundament aus Granitblöcken angelegt und darauf die erste Steinkirche errichtet. Diese war etwa 23 Meter lang, etwa 7 Meter breit und besaß eine Höhe von 20 Metern. Die Mauern hatten eine Stärke von etwas mehr als 3 Metern. Dieses Bauwerk war im Stil der Romanik errichtet worden. Am östlichen Giebel hatte es einen halbrunden chorähnlichen Abschluss. In jedem Giebel befanden sich Rundbogenfenster sowie an den beiden Längsseiten je eine Rundbogentür und drei kleine Spitzbogenfenster. Im Laufe der Jahrhunderte verfiel das Bauwerk immer mehr, so dass es im 19. Jahrhundert abgerissen werden musste. Lediglich der abseits stehende Glockenturm aus dem 15. Jahrhundert blieb erhalten.
Im Jahre 1862 wurde die heutige Maria-Magdalena-Kirche als einschiffige Saalkirche mit eingezogener halbrunder Apsis errichtet. Diese erhielt wie ihre Vorgängerkirche eine halbrunde Form und eine runde Wölbung.
Heute hat die evangelisch-lutherische Kirchengemeinde Fulkum rund 200 Gemeindeglieder. Sie ist eine eigenständige Gemeinde, die pfarramtlich mit Esens verbunden ist.

## Ausstattung

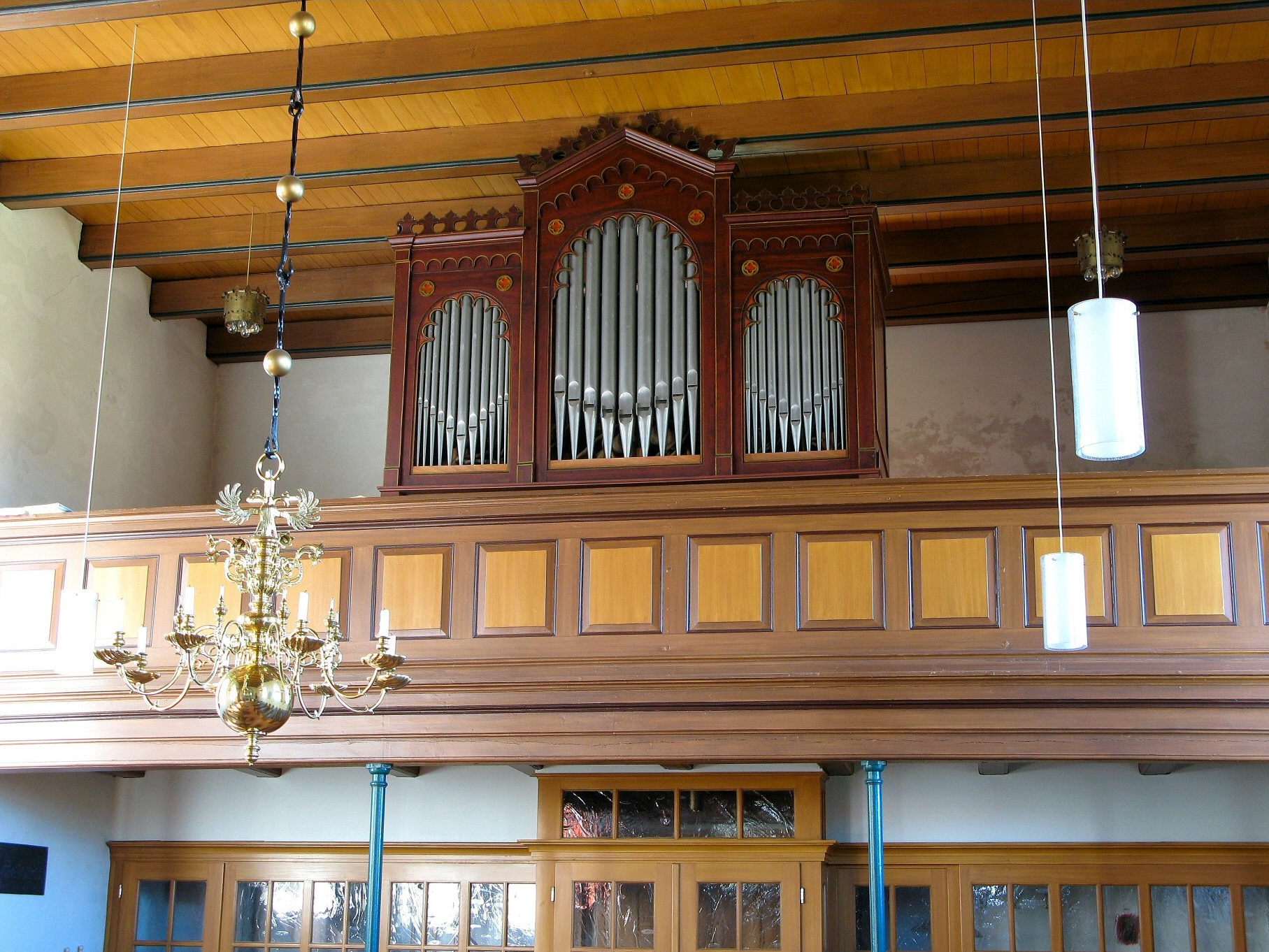
Die Orgel

Eine Decke aus Holzbalken mit aufgelegten Dielen schließt den Kirchenraum nach oben ab.
Auch wenn der heutige Bau recht jung ist, birgt er doch kunsthistorisch interessante Objekte. Dazu zählt der älteste Gegenstand in der Kirche, der schlichte Taufstein. Er wurde im 12. Jahrhundert aus Granit geschaffen und hat wahrscheinlich schon in einer der ersten Vorgängerbauten aus Holz gestanden. Der hölzerne Deckel des Taufsteines ist ein Werk aus dem Jahre 1636.
Zum Altargerät gehört eine Patene, die im Jahre 1698 von Frerich Claesen, Habbe Folkerts, Behrent Eggen, Onno Siebeth und Dirk Behrens gestiftet wurde. Das Altarbild zeigt den Gekreuzigten im Stil der Bauernmalerei. Die beiden Kronleuchter in der Kirche stammen aus den Jahren 1696 und 1996. Der Esenser Orgelbauer Arnold Rohlfs baute im Jahre 1866 die Orgel mit sechs Registern. Durch starke Dispositionsänderungen verlieh ihr Alfred Führer 1969 einen neuen, damals zeitgemäßen Klangcharakter, der 2011 durch Martin ter Haseborg dem originalen intonatorisch wieder etwas angenähert wurde.